# Rete A
Rete A è stata un'emittente televisiva privata nazionale di proprietà del Gruppo Editoriale Peruzzo di Alberto Peruzzo. Rese noti personaggi come Wanna Marchi, Maurizia Paradiso e Guido Angeli. Negli anni ottanta trasmise telenovelas ispanoamericane di successo come Anche i ricchi piangono, Mariana, il diritto di nascere, Il segreto, Cuore di pietra, La tana dei lupi, Il ritorno di Diana, Il peccato di Oyuki, La mia vita per te e Rosa selvaggia. Dalla metà del decennio successivo diffuse i programmi di MTV (precedentemente ritrasmessa in Italia su TV locali) e VIVA, emittenti musicali straniere di rilevanza internazionale.
Il marchio cessò di esistere nel 2005 quando venne sostituito da All Music, e le sue frequenze furono acquistate dal Gruppo Editoriale L'Espresso, che le impiegò per attivare un proprio multiplex DVB-T, gestito successivamente da una società per l'esclusiva gestione di multipex, Persidera, nata come joint venture tra Gruppo L'Espresso e Telecom Italia Media.

## Storia

### Anni 1980
Rete A nasce il 2 gennaio 1983 per iniziativa di Alberto Peruzzo, in forma di syndication, ovvero un circuito televisivo nazionale costituito da varie televisioni locali che trasmettevano in simultanea su tutto il territorio nazionale gli stessi programmi a marchio comune, distribuiti in forma di cassette pre-registrate da un'unica sede centrale. Capofila della syndication era l'emittente regionale lombarda Canale 51, di proprietà dello stesso Alberto Peruzzo e da lui fondata nel 1977 con il nome di Milano TV.
Oltre a Canale 51 (appena fuoriuscita dal network Rete 4 della Mondadori, del quale aveva fatto parte per un anno dal 4 gennaio 1982) facevano parte della nascente syndication, tra le altre, anche due TV locali che già da anni trasmettevano con il nome "Rete A": Rete A di Firenze e Rete A di Bologna, entrambe di proprietà del gruppo Poligrafici Editoriale, che le aveva legate rispettivamente ai quotidiani La Nazione e Il Resto del Carlino. Queste due stazioni (che durante il 1982 avevano ritrasmesso Italia 1 di Rusconi) vengono vendute proprio a Peruzzo in concomitanza con la creazione del suo circuito televisivo, il quale adotta il loro nome a livello nazionale. La raccolta pubblicitaria della rete era gestita dalla Publitalia '80 del gruppo Fininvest. Il jingle di rete era cantato da Paul Simon e Art Garfunkel.
Il quartier generale del network, diffusione del segnale inclusa, era all'interno del palazzo di Peruzzo a Sesto San Giovanni in Viale Ercole Marelli 165, mentre gli studi di trasmissione si trovavano nei seminterrati di un condominio residenziale di Via Stromboli, 18 a Milano.
Nata a carattere generalista, con il tempo Rete A s'indirizza su un target di pubblico femminile, una programmazione basata prevalentemente su telenovelas di produzione messicana (acquisite dal network Televisa, con le star delle serie degli anni ottanta Verónica Castro e Lucía Méndez), televendite e programmi per bambini. Viene designato Paolo Romani come direttore generale della rete.
Nel 1984 arriva Ettore Andenna, reduce dai successi de La bustarella su Antenna 3 Lombardia, che vi portò il gioco a squadre Montecitorio, trasmissione che non ebbe grande seguito. L'anno successivo viene avviata la produzione interna di telenovelas, che porta alla trasmissione in prima serata del primo teleromanzo interamente italiano, Felicità... dove sei, ambientato a Milano e interpretato da Verónica Castro, la sorella Beatriz, con un cast, per il resto, italiano. Il programma non trova il consenso del pubblico come sperato. Nel 1986 vengono acquistate la serie pedagogica per bambini Il tesoro del sapere e alcune telenovelas messicane come La tana dei lupi.
La fascia mattutina e del primo pomeriggio dell'emittente era interamente occupata dalla trasmissione Accendi un'amica, condotta da Guido Angeli, contenitore di redazionali, oroscopi, rubriche di servizio e, soprattutto, televendite condotte dallo stesso Angeli, che con i suoi gesti, le sue frasi a effetto, i suoi slogan e il suo modo di presentare i prodotti, fu tra i primi a introdurre in Italia la figura del teleimbonitore; nei primi anni novanta la trasmissione fu sostituita dall'analoga Teleclub, condotta sempre da Angeli. Altra conduttrice di televendite del periodo fu Wanna Marchi, che presentava un proprio programma in seconda serata, il Wanna Marchi Show, che proponeva anche merce da lei stessa prodotta e distribuita. Entrambi i conduttori presentarono il 15 luglio 1986 una trasmissione in due puntate, Ricordando un amico, alla memoria di Giorgio Aiazzone, proprietario dell'omonimo celebre mobilificio biellese reclamizzato dalla rete. La fascia notturna era invece occupata da trasmissioni a sfondo automobilistico con la trasmissione La Vetrina dell'Auto di Publi Rose (entrata nel palinsesto nel febbraio 1987) ed da trasmissioni a sfondo erotico, raccolte nel contenitore Magico mondo di notte, con protagonista la transessuale Maurizia Paradiso. Sempre su Rete A la Paradiso conduce anche il varietà Colpo di scena nel 1992.
Nel 1987 Emilio Fede, già conduttore del TG1, contribuisce alla creazione del TgA, divenendone anche direttore, primo telegiornale nazionale privato italiano, in onda a partire dal 7 settembre dello stesso anno. Grazie a un'altra telenovela messicana, Rosa selvaggia, nel 1988 gli ascolti in prima serata di Rete A aumentarono del 400%.

### Anni 1990: da TV generalista a canale di televendite
In seguito alla concorrenza di Rete 4, che disponeva di maggiori risorse e visibilità grazie al gruppo editoriale di appartenenza, la rete dovette effettuare una serie di correzioni nelle strategie editoriali. Grazie alla Legge Mammì, nel 1992 la rete ottiene ufficialmente la licenza di trasmissione come canale nazionale, acquisendo delle frequenze proprie. Dal 1990 al 1992 si alternano alla conduzione del TGA Tonino Polistena, Gigio D'Ambrosio e Francesco Perilli. La redazione, inoltre, si avvaleva della consulenza di Maurizio Mosca per la realizzazione di speciali dedicati allo sport.
Dalla stagione 1993-94 il palinsesto, con l'eccezione del TGA e di alcuni redazionali economici, viene composto quasi esclusivamente da televendite. Nell'autunno del 1993, nasce così "Shopping Club", dove si avvaleva di volti noti della Tv tra cui: Franca Rizzi, Paolo Frattini (presentatore di Telemarket), Roberto Zorzenone, Rinaldo Denti, l'attore comico Franco Romeo e il popolare teleimbonitore Sergio Baracco. Il responsabile delle televendite di "Shopping Club" era Nino Martinelli. L'ultima programmazione risale al 31 agosto 1996.
Nel 1991, anche Rete A ha avuto un servizio di teletext: denominato TVTEXT, dai contenuti commerciali ma anche di servizio, ove i telespettatori potevano trovare informazioni sui programmi e sulle frequenze, oltre alle iniziative editoriali di Peruzzo. Dal settembre 1996 al maggio 2002 il teletext di Rete A divenne sostanzialmente la versione italiana dell'MTV Text, salvo le rubriche "di servizio" preesistenti, poi da maggio 2002 tornò interamente ad appannaggio dell'emittente nazionale e infine concluse il servizio all'inizio del 2006.

### 1996: la trasformazione in canale musicale
Nel 1996 l'editore sigla un accordo decennale con MTV Europe per trasmettere sul territorio nazionale i programmi del canale musicale, intervallati dal TGA e dalle televendite mattutine. Il 3 giugno 1997 viene emanato dal Ministero delle comunicazioni un provvedimento che estende la copertura di Rete A a varie province italiane non ancora raggiunte dal suo segnale, incluse gran parte della Sardegna e della Sicilia, grazie alla riassegnazione delle frequenze di Vetrina D+, che ha terminato le trasmissioni via etere il 31 dicembre 1997, continuando tuttavia ad essere presente sul satellite.

### Anni 2000: la trasformazione in All Music e la chiusura
L'accordo con MTV mette a rischio nel 2000 la concessione governativa, perché il ministero delle comunicazioni riteneva che la linea editoriale della rete fosse controllata di fatto, attraverso la concessionaria pubblicitaria, da Viacom, proprietaria di MTV. Nello stesso anno Rete A si accorda quindi con la rete televisiva tedesca VIVA per sostituire MTV, che, a sua volta, passa a TMC 2, per poi sostituire definitivamente quest'ultima in concomitanza con la nascita di LA7 nel 2001. L'accordo prevedeva la trasmissione del 70% di programmi prodotti in Italia e del restante 30% di produzioni tedesche. Nacque così Rete A - VIVA, canale a carattere musicale con programmi condotti da veejay italiani come Lucilla Agosti, Christian Bani, Sara Valbusa, Alessandro Cattelan ed Elisabetta Di Carlo. L'accordo si interrompe nella primavera del 2002 quando la denominazione cambia di nuovo, in Rete A - All Music, proponendo un palinsesto sostanzialmente uguale a quello precedente, con vari programmi e rubriche a carattere musicale e rotazione di videoclip musicali. Nell'autunno del 2004 Rete A - All Music viene acquisita dal Gruppo Editoriale L'Espresso per 115 milioni di euro. Dal 3 ottobre 2005, il canale inizia a mantenere solo il nome di All Music, e si trasferisce nella sede milanese dell'editore, in Via Nervesa 21.

## Emittenti affiliate
Rete A trasmise in syndication dal 1983 al 1992. Le regioni scoperte dal segnale al tempo della syndication erano Trentino-Alto Adige, Veneto, Friuli-Venezia Giulia e alcune zone di Piemonte, Umbria, Molise, Basilicata e Sicilia.
- Valle d'Aosta
  - Radio Tele Aosta
- Piemonte
  - Cuneo TV
- Lazio
  - Telefantasy
- Lombardia
  - Canale 51 (capofila della syndication)
  - Bergamo TV
- Liguria
  - Telespazio
  - TeleSanRemo
  - Savona TV
  - Tele Arcobaleno
  - Canale 7
- Emilia-Romagna
  - V.G.A. Telerimini
  - R.T.E. Radio Televisione Emiliana
- Marche
  - I.T.V.
- Toscana e Umbria
  - Rete A Telenazione
- Abruzzo e Molise
  - Telemare
  - Atv7
  - Telenove
- Campania
  - Telecolore
  - Telestudio 50
  - Rete Azzurra
- Puglia e Basilicata
  - TeleLecceBarbano
  - Telefoggia
  - Studio 100
  - Telebari
- Calabria
  - Telespazio Calabria 2
- Sicilia
  - Radio Televisione Peloritana
  - Telesicilia
  - Video 3
  - Tele Catania
  - Video Sicilia
- Sardegna
  - La Voce Sarda
  - Bibisi

## Annunciatrice
Anche Rete A, sulla falsariga dei principali network televisivi nazionali, ebbe la sua signorina buonasera, Elena Mazza, attiva dal 1983 al 1993, anno in cui il canale, abbandonando la vocazione generalista divenendo una rete composta esclusivamente da televendite, rinunciò a tale figura.

## Loghi

1983 - 2000
2000 - 2002
2002 - 2005